# Pontedeume
Pontedeume är en kommun i Spanien.  Den ligger i provinsen A Coruña i den autonoma regionen Galicien i nordvästra delen av landet, 500 km väster om huvudstaden Madrid. Antalet invånare är 7 456 (2024). Arean är 29,26 kvadratkilometer.